# Alex Malheiros
Alex Malheiros, pseudonimo di José Alexandre Malheiros Filho (Niterói, 19 agosto 1946), è un compositore e contrabbassista brasiliano.
Negli anni '60 ha partecipato alla band A Turma da Pilantragem. Nel 1973 ha fondato, insieme ad altri musicisti, il gruppo Azymuth.